# 徴兵令
徴兵令（ちょうへいれい、明治22年1月22日法律第1号）は、国民の兵役義務を定めた日本の法令。1873年（明治6年）に陸軍省から発布された後、太政官布告によって何度か改定が繰り返され、1889年（明治22年）に法律として全部改正された。1927年（昭和2年）の全部改正の際に、名称も「兵役法」に変更され、1945年（昭和20年）に廃止された。

## 前史
戊辰戦争における官軍、すなわち明治新政府の軍は、薩摩・長州・土佐など諸藩の軍の集合で、西郷隆盛、大村益次郎、板垣退助らがそれぞれ指揮しており、政府が独自に徴兵して組織した軍はなかった。明治政府直属の御親兵も、薩摩藩、長州藩、土佐藩の藩兵の精鋭を基に組織されたものだった。

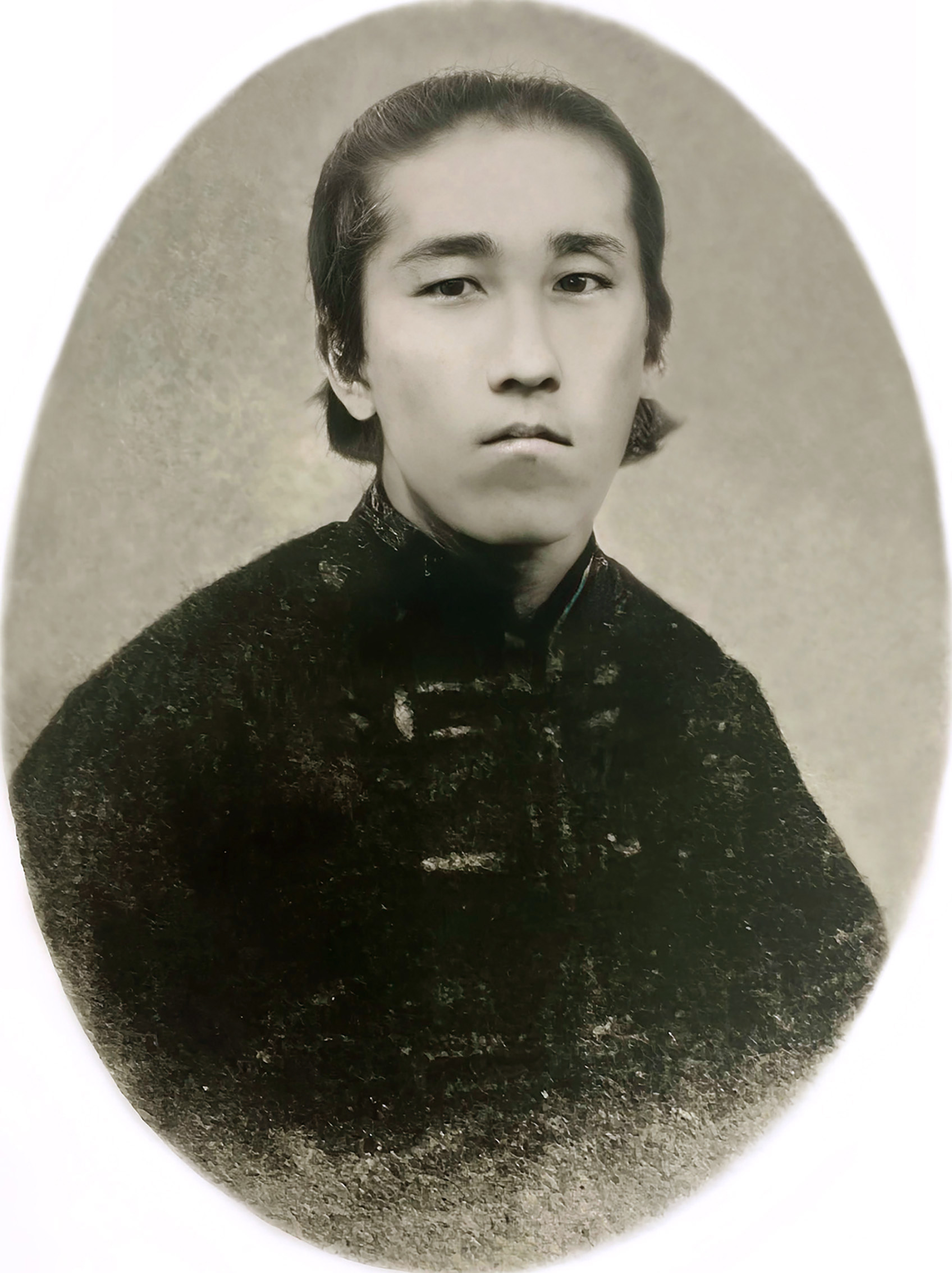
最初期の軍服姿の板垣退助（1870年頃撮影）

大村や西郷従道、板垣退助、山縣有朋（論主一賦兵）らは、早くから「国民皆兵」の必要性を唱えていた。これは、近世的な個人的武技に頼る戦闘では、近代戦において勝利を得るのが困難であることを理解していたからである。とりわけ板垣退助は、太政官の許可を得て、全国に先駆けて土佐藩内で四民平等を布告するなど、国民皆兵となる徴兵制の普及に最も積極的に動いた人物であり、これがのちの自由民権運動に繋がることになる。
一方、明治新政府の中枢にも身分・家格を廃して四民平等を導入することを躊躇する人々がいた。すなわち江戸時代の武士の地位を保全するため、これらに反対する立場の人で、島津久光、前原一誠、桐野利秋らをはじめ多数いた。また西郷隆盛は国民皆兵となる「徴兵」より「壮兵」とよばれる、中下層士族の立場を考慮した志願兵の制度を構想していた。

### 徴兵

#### 明治3年徴兵規則
1871年1月3日（明治3年11月13日）に山縣有朋の構想のもと、徴兵規則（ちょうへいきそく）が制定され、各府藩県より士族・卒族・庶人にかかわらず1万石につき5人を徴兵することを定めた。続いて翌1871年4月2日（明治4年2月13日）には、西郷・板垣の構想を取り込む形で三藩（薩摩・長州・土佐）の軍が親兵として編成され、この兵力を背景に同年旧暦7月廃藩置県が断行された。

#### 明治6年徴兵令
続いて、中央集権体制の近代国家にとって国民軍の創出が必要と認識され、西郷隆盛も最終的には山縣の考え方を支持して、山城屋事件で山縣が辞職に追い込まれた後も、西郷は桐野利秋らの反対論を退けた。1872年12月28日（明治5年11月28日）に徴兵告諭（明治5年11月28日太政官布告第379号）が出され、翌1873年（明治6年）1月10日に徴兵令が施行。以後徴兵規則に基づき、毎年徴兵による新兵の入営日となった。陸軍は初年度、各県から計3272人の徴員を要請したが、地方県では400名のところ東京が100名程度であるなどの差が見られる。
なお、全国的な徴兵制を敷くことを可能にした前提条件として、明治4年制定の戸籍法に基づいて翌明治5年壬申に壬申戸籍が編製されたことが挙げられる。

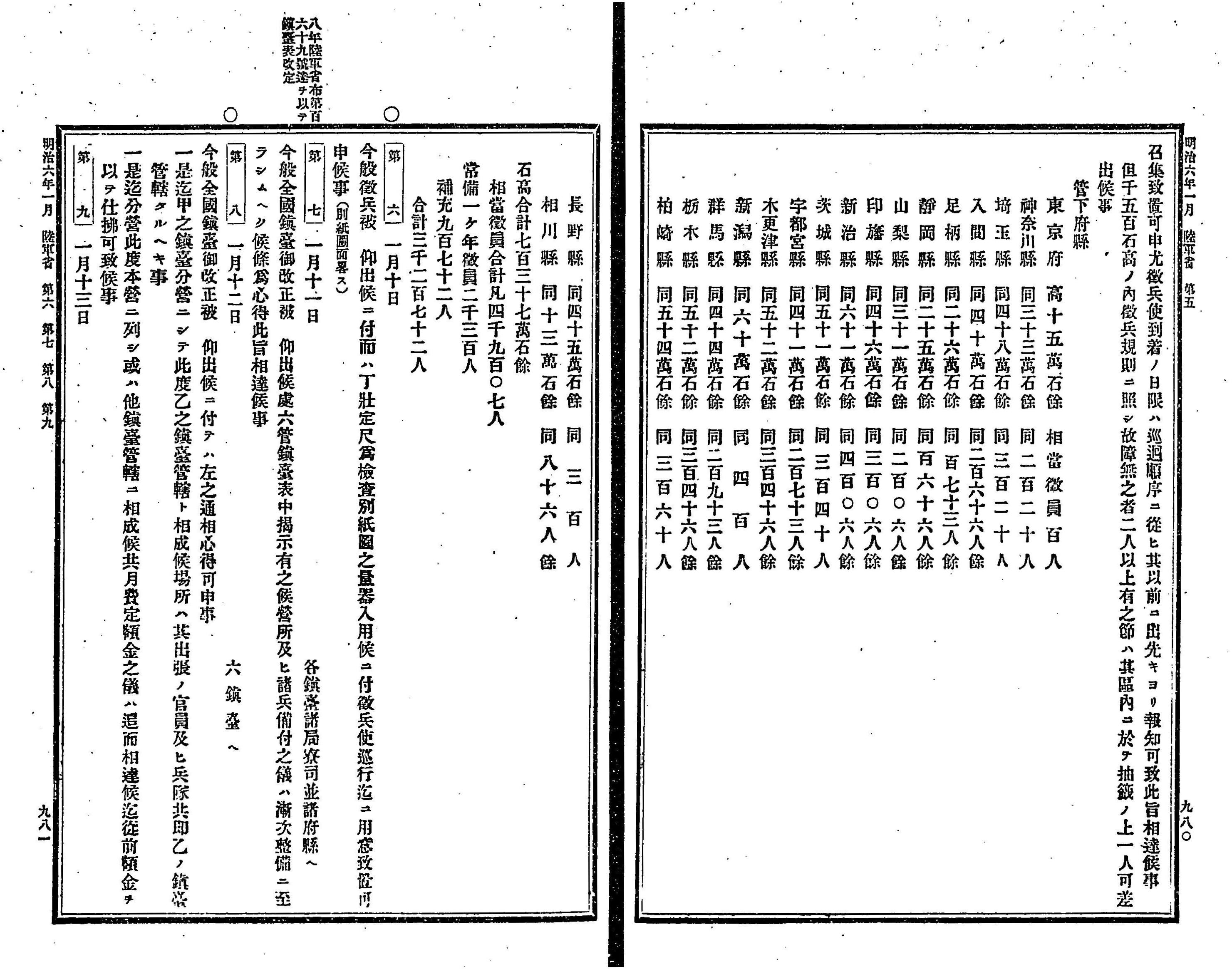
陸軍省が1873年に要請した人数。[https://dl.ndl.go.jp/info:ndljp/pid/787953/571 NDL

#### 明治12年改正
1879年10月27日の徴兵令の全部改正により、それまでの布告や達、指令は全て廃止（兵役年限を常備3年・予備3年・後備4年の計10年に延長、兵役範囲を縮小、海軍徴兵を別に定めるなど）。
構成
第1章　徴兵編制
第2章　徴兵区々域
第3章　徴兵官員及び其職掌
第4章　除駅免役及び徴集猶予
第5章　徴兵検査
第6章　抽選
第7章　徴兵雑則
第8章　徴員

#### 明治16年全部改正
1883年（明治16年太政官布告第46号）により再び全部改正（兵役年限を現役3年・予備4年・後備5年の計12年に延長。現役志願制を創設。廃疾不具以外は免役制を猶予制に改正。代人料を廃止）。
その後、1886年（明治19年）に、徴兵令中改正追加ノ件（明治19年12月1日勅令第73号）によって、一部改正されている。

### 徴兵事務条例

#### 明治12年
1879年、地方徴兵医員職務概則（明治12年11月17日陸軍省達第21号）と徴兵事務条例（明治12年11月17日陸軍省布達2号）により、内務省医術開業免状の所有者（医師）が徴兵医員となる規定が設けられ、新たに徴兵署が設けられた。
構成
第1章　徴兵事務順序
第2章　徴兵官署の設置
第3章　徴兵各自届出
第4章　徴兵下検査準備
第5章　徴兵支所開設
第6章　徴兵下検査
第7章　徴兵下検査簿冊調製
第8章　国民軍名簿調整
第9章　徴員調査
第10章　徴兵署開設
第11章　徴兵検査事務
第12章　徴兵抽選事務
第13章　常備兵編入順序
第14章　徴兵簿冊并表面調整
第15章　新兵入隊前の扱
第16章　常備兵在営中除隊
第17章　補充兵
第18章　予備徴兵
第19章　雑則

#### 明治17年
1883年8月には陸軍治罪法が制定され（重罪・軽罪は軍法会議で審判）、1884年には同条例が全部改正（明治17年7月19日太政官布告第18号、陸軍卿海軍卿連著）により徴兵使、徴兵検査所が設置され、また一年志願兵、臨時徴兵や徴員配当などの規定が設けられた。なお同年は宗教及び教育分野では神仏教導職が廃され、住職や教員の人事を取り仕切る管長の設置が行われた。
1888年に陸軍治罪法（明治21年10月20日法律第2号）が全部改正された後の1889年には同条例は勅令（明治22年2月27日勅令第13号）となり、1896年（明治29年3月31日勅令第112号）、1919年 （大正8年 9月15日勅令第425号）と改正を重ね、1927年に徴兵令が兵役法（法律）となった際、兵役法施行令（昭和2年11月30日勅令第330号）と置き換わった。

## 明治22年徴兵令
徴兵令では、満20歳の男子から抽選で3年の兵役（常備軍）とすることを定め、常備軍終了後は後備軍（予備役）とした。
国民皆兵を理念とはしたが、体格が基準に達しない者や病気の者などは除かれ、また制度の当初、「一家の主人たる者」や「家のあとを継ぐ者」、「嗣子並に承祖の孫」（承継者）、「代人料を支払った者」（当初は270円、1879年に400円へ引き上げた）、「官省府県の役人、兵学寮生徒、官立学校生徒」、「養家に住む養子」は徴兵免除とされた。このため、徴兵逃れに養子になる等の徴兵忌避者が続出し、徴兵免除の解説書まで出版されたりもした。この結果、二十歳以上の男子の3%～4%くらいしか徴兵できなかった（もともと政府の財政難により、成人男子全員を徴兵することは到底無理ではあった）。
さらに各地で徴兵令反対の一揆が起こった。徴兵告諭に「血税」という言葉があったためとされ、「血税一揆」と呼ばれた。この一揆は、特に岡山県で激しかった。「血税」とは、フランス語の「impot du sang」の直訳であり、「impot」が「税」、「sang」が「血」の意である。この名のせいで、本当に血を抜かれると誤解した者も多かった。
「徴兵告諭」の一節：「人たるもの固（もと）より心力を尽し国に報ひざるべからず。西人（西洋人）之を称して血税と云ふ。其生血を以て国に報するの謂なり」
また当時「徴兵、懲役、一字の違い、腰にサーベル鉄鎖」という句が流行った。強制に基づく徴兵は監獄に行くのと同じであり嫌だ、という反抗の表れとされる。
当初は民の抵抗の多かった徴兵制度も、軍人勅諭や教育勅語による国防思想の普及、日清戦争・日露戦争の勝利、さらには軍隊で支給される食事が当時の貧困層の生活レベルから見れば良質で、有料だが酒保が置かれたという俗な理由もあり、組織的な抵抗はなくなった。しかし徴兵忌避の感情は自然の感情であるので、さまざまな徴兵忌避対策が庶民レベルで繰り広げられた。創設当初にあった徴兵免除の規定も徐々に縮小・廃止され、1889年（明治22年）に大改正が行われ、ほぼ国民皆兵制となった（ただし、中等学校以上の卒業後に志願したものは現役期間を1年としたり、師範学校を出て教員になったものは現役6週間とするなどの特例があった）。逆に徴兵が免除される者が少数派になると、かえってそれが不名誉とみなされるようになった。
なお徴兵令の適用年代には地域差がある。本土では1873年（明治6年）だが、小笠原諸島・北海道では1887年（明治20年）、沖縄本島では1898年（明治31年）、先島諸島では1902年（明治35年）になるまで徴兵はなかった（例えば沖縄出身で日清戦争に従軍した者は全て志願である）。1896年1月1日、北海道のうち渡島・後志・胆振・石狩に徴兵令が施行された（勅令）。このため，例えば鈴木梅太郎や夏目漱石のように、徴兵逃れのために本土から沖縄や北海道へ転籍する者もいた。
1927年（昭和2年）、徴兵令を全部改正し、兵役法（昭和2年4月1日法律第47号）が制定された。

## 紀州藩(和歌山藩)の藩政改革
1868年（明治元年11月）、 紀州藩第14代藩主・徳川茂承より藩政改革の全権を委任された津田出は、陸奥宗光に会い、郡県制度（版籍奉還、廃藩置県）、徴兵令の構想を伝える。
1869年（明治2年7月）、陸奥宗光は廃藩置県の意見書を提出するが、採用されず下野し、津田出らとともに紀州藩の藩政改革に参画する。紀州藩の藩政改革は、郡県制の実施、無益高（藩主や藩士に払う家禄を10分の1に削減）を実施、カール・ケッペンらによりプロシア式の洋式軍隊を創設し、四民皆兵の徴兵制度と満20歳以上の男子に徴兵検査を義務を実施した。また、藩主の下に執政を1人置き藩全体を統轄させた。執政の下に参政公議人を置き、執政の補佐や藩と中央政府との連絡を行った。また政治府と公用局、軍務局、会計局、刑法局、民政局の5局、教育を掌る所として学習館（後の和歌山大学）を設置した。それに加え、藩主の家計事務一切を藩政から分離する「藩治職制」を新設し、設置した。最低生活を保障する給与である無役高で禄高を10分の1に減額されたが、それぞれの官職についた者ついては文武役料が追加され、人材抜擢が行われた。この際、無役高のみの者に対しては、城下以外の移住、副業や内職のために農工商を営むことが許され、紀州藩での封建制度は崩壊した。なお、長州藩の鳥尾小弥太は、この改革に戊営副都督次席として参与している。この改革を西郷従道、西郷隆盛の代理で村田新八、山田顕義が見学した。この改革が、日本の近代国家のモデルケースとなり、明治4年の廃藩置県、明治6年の徴兵令に影響を与えた。

## 影響
不況下においては兵役もまた生活の糧を得る手段として考えられた。また、兵役における近代的なシステムや生活が地方に伝播するのに貢献したという面も否めない。農民にとっては農作業よりも楽であり、休日もあり、給料も安定して支払われることから、明治時代には「軍隊に行くとなまけ者になる」という評判があったという。現に世界恐慌時には、兵役が延長になる下士官への志願者が殺到したことからもうかがえる。